# Судова система Хорватії
Судова влада в Хорватії (хор.Pravosuđe u Republici Hrvatskoj) — одна із гілок влади Хорватії, яка тлумачить та застосовує право Хорватії для забезпечення рівності у правосудді відповідно до закону і для вирішення правових спорів. Правова система Хорватії є системою цивільного права, яка історично формувалась під впливом австрійського, угорського та югославського права; пізніше, під час приєднання Хорватії до Європейського Союзу, правова система Хорватії була гармонізована з правом Європейського Союзу. Основи судової влади в Хорватії зазначені в Конституції Хорватії.

## Структура

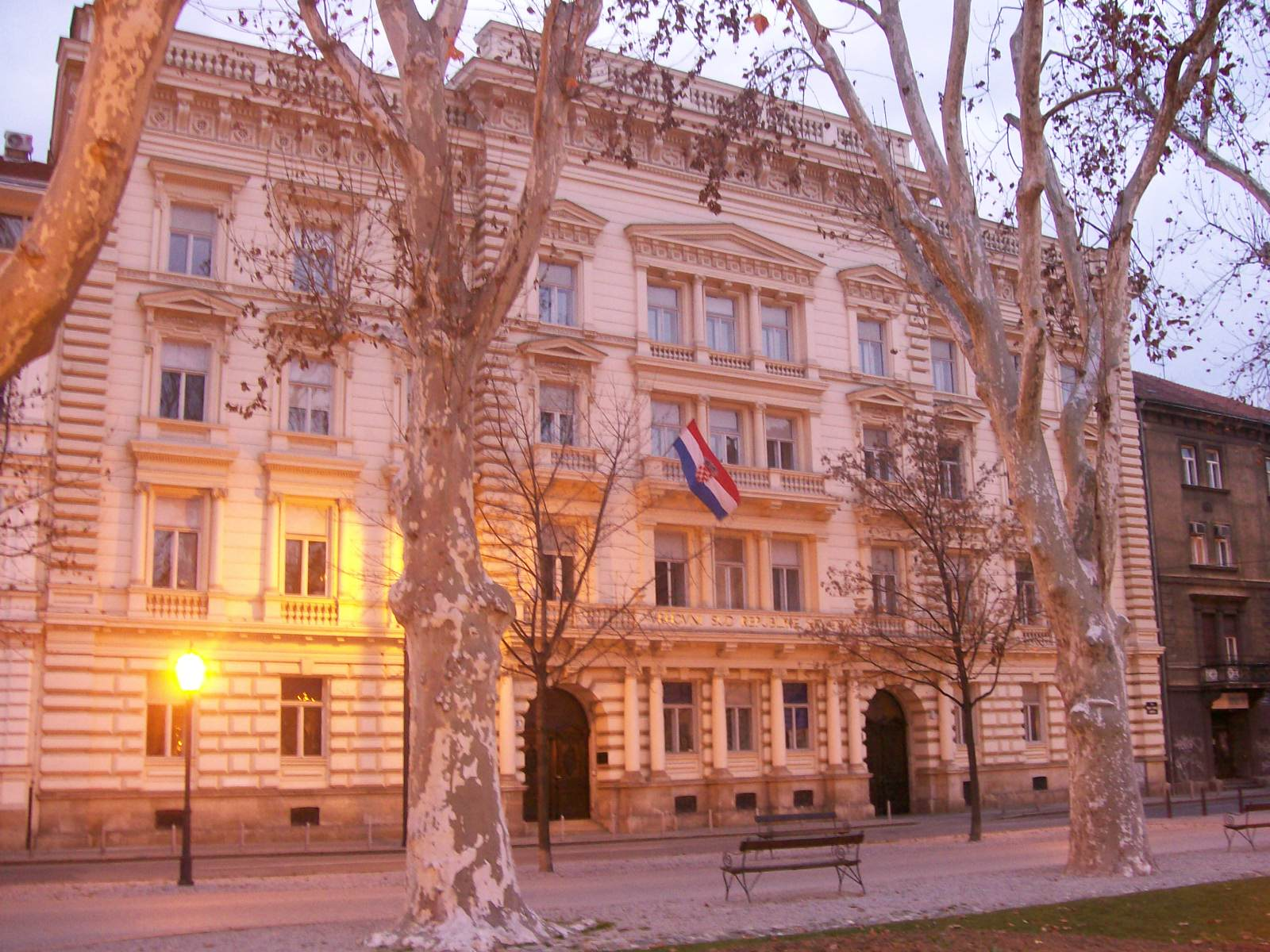
Верховний суд Республіки Хорватії

Судова влада Хорватії представлена трирівневою системою судів (муніципальними, районними судами та Верховним судом, що є судами загальною юрисдикції), а також Конституційним судом. Спеціальними судами є адміністративні суди (хор.upravni sudovi) і суди з незначних кримінальних справ (хор.prekršajni sudovi). Система спеціальних торгових судів розглядає всі господарські спори між підприємцями. Судді призначаються та звільняються з посади Державною судовою радою (в компетенції цього органу знаходиться також залучення до дисциплінарної відповідальності суддів). Посаду судді обіймають допоки їм не виповниться 70 років. Голова Верховного суду призначається на чотирирічний термін хорватським парламентом за порадою президента республіки. Верховний суд складається з Цивільної та Кримінальної палат, у яких працюють 42 судді. Верховний суд також провадить узагальнення судової практики республіки.

## Конституційний суд
Конституційний суд складається з тринадцяти суддів, що обираються Парламентом на вісім років з числа авторитетних юристів, особливо суддів, прокурорів, адвокатів і університетських професорів права. Судді зі свого складу обирають Голову, термін його повноважень становить чотири роки і він може бути повторно переобраний. Судді Конституційного суду мають імунітет нарівні з депутатами парламенту. Судді Конституційного суду не можуть виконувати будь-яку іншу громадську чи професійну діяльність. Фактично Конституційний суд не відноситься до органів судової влади, оскільки в Конституції йому відведена самостійна глава (статті 126–132), а судді мають такий самий статус як члени парламенту. Формально Конституційний суд Хорватії є свого роду судом sui generis. Конституційний суд виносить рішення з питань, які стосуються дотримання законодавства у відповідності з Конституцією, скасовує неконституційні закони, повідомляє про будь-які порушення положень конституції в уряді та парламенті, проголошує спікера парламенту чинним президентом за клопотанням від уряду в разі, якщо президент країни стає недієздатним, питання надання згоди на порушення кримінальної процедури проти або арешту президента, і вислуховує скарги на рішення Високої ради судової влади республіки.

## Висока рада судової влади Республіки Хорватії
За часів існування двопалатного хорватського парламенту голова і 14 членів цієї Ради обиралися на 8-річний строк Палатою депутатів за поданням Палати жупаній із числа визначних юристів (а саме, 7 суддів, 2 університетські професори права і 2 члени парламенту) та могли обіймати посаду не більш ніж два рази. Рада призначала всіх суддів і головуючих, за винятком суддів Верховного суду республіки. Головуючий суду призначався Радою на 4 роки, як правило, суддя не міг займати посаду головуючого більш ніж 2 терміни (тобто 8 років).